# Tonedeff
Battlerapperen Tonedeff bliver betragtet som en af de hurtigste MC's nogensinde. Det forhindrer dog ikke den Chicago-fødte New Yorker i at bryde ud i spontan sang, når lejligheden byder sig. Hvad den ikke sjældent gør.
Det var også som sanger, at verden første gang fik øje på Tonedeff, da han som 16-årig, omkring midten af 90'erne, medvirkede i The Arsenio Hall Show. Hans optræden førte dog ikke til nogen berømmelse.
Som 21-årig flyttede Tonedeff til New York, hvor han blev en berygtet battlerapper. Han vandt en del priser, hvilket bl.a. skaffede ham opvarmningsshows for Brand Nubian, The Beatnuts og Common.
I 1997 dannede Tonedeff pladeselskabet QN5 Music, og sammen med selskabets kunstnere Substantiel, PackFM og Session dannede han gruppen Extended FAMM, der i 2002 udsendte albummet Happy F*ck You Songs.
I 2005 udsendte Tonedeff sin solodebut Archetype, der primært bød på solid undergrunds-battle-inspireret hiphop, men som ifølge Tonedeff selv bl.a. var inspireret af Bjørk, Tori Amos og Enya.

## Diskografi

### Albums
- 2002: Extended FAMM : Happy F*ck You Songs
- 2005: Archetype